# Bernay-Neuvy-en-Champagne
Bernay-Neuvy-en-Champagne es una comuna nueva francesa situada en el departamento de Sarthe, de la región de Países del Loira.

## Historia
Fue creada el 1 de enero de 2019, en aplicación de una resolución del prefecto de Sarthe de 26 de septiembre de 2018 con la unión de las comunas de Bernay-en-Champagne y Neuvy-en-Champagne, pasando a estar el ayuntamiento en la antigua comuna de Neuvy-en-Champagne.

## Demografía
Según los datos aportados en la resolución del prefecto de Sarthe, la comuna se crea con 925 habitantes.

## Composición
| Comuna fusionada    | Código INSEE | Población (2016) | Superficie (km²) | Densidad (hab./km²) |
| ------------------- | ------------ | ---------------- | ---------------- | ------------------- |
| Bernay-en-Champagne | 72033        | 491              | 10.34            | 47                  |
| Neuvy-en-Champagne  | 72219        | 370              | 14.79            | 25                  |